# Comitatul Șaroș
Comitatul Șaroș, cunoscut și ca Varmeghia Șaroș (în maghiară Sáros vármegye, în germană Komitat Scharosch, în latină Comitatus Sarossiensis, în slovacă Šarišská župa), a fost o unitate administrativă a Regatului Ungariei din secolul XIII și până în 1920. În prezent, teritoriul acestuia se găsește în nord-estul Slovaciei. Denumirea slovacă "Šariš" este utilizată doar ca o denumire informală a teritoriul corespunzător (regiunea Šariš). Capitala comitatului a fost orașul Prešov (în maghiară Eperjes, în germană Eperies sau Preschau).

## Geografie
Comitatul Șaroș se învecina la nord cu Regatul Galiției și Lodomeriei (teritoriu care aparținea de Imperiul Austriac), la vest cu Comitatul Szepes (Spiš), la sud cu Comitatul Abaúj-Torna (Abov-Turňa) și la est cu Comitatul Zemplén (Zemplín). El era situat între Dealurile Levoča (lângă orașul Spiš), Košice și Svidník. Râul Torysa curgea pe teritoriul comitatului. Suprafața comitatului în 1910 era de 3.652 km², incluzând suprafețele de apă.

## Istorie
Comitatul Șaroș a fost format înainte de secolul XIII din comitatus Novi Castri (denumit după localitatea Novum Castrum, azi Abaújvár), care includea și comitatele Abov și Heves. Capitala comitatului a fost Castelul Šariš. După diferite alte orașe, începând din 1647 capitala a fost stabilită la Prešov (în maghiară Eperjes).
La sfârșitul Primului Război Mondial, teritoriul său a devenit parte componentă a noului stat Cehoslovacia, aceste modificări de granițe fiind recunoscute prin Tratatul de la Trianon (1920). 
În timpul celui de-al doilea război mondial, când Cehoslovacia a fost temporar divizată, regiunea Šariš a făcut parte din Slovacia independentă. După război, regiunea Šariš a revenit iarăși Cehoslovaciei. În 1993, Cehoslovacia s-a divizat din nou, iar Šariš a devenit parte a regiunii Prešov din Slovacia. Anterior o provincie prosperă, el a devenit în prezent o regiune săracă.

## Demografie
În 1910, populația comitatului era de 174.600 locuitori, dintre care: 
- Slovaci -- 101.855 (58,33%)
- Ruteni -- 38.500 (22,05%)
- Maghiari -- 18.088 (10,35%)
- Germani -- 9.447 (5,41%)

## Subdiviziuni
La începutul secolului 20, subdiviziunile comitatului Șaroș erau următoarele:
| Districte (járás)                          | Districte (járás)       |
| District                                   | Capitală                |
| ------------------------------------------ | ----------------------- |
| Bártfa                                     | Bártfa --- Bardejov     |
| Eperjes                                    | Eperjes --- Prešov      |
| Felsővízköz                                | Felsővízköz --- Svidník |
| Girált                                     | Girált --- Giraltovce   |
| Héthárs                                    | Héthárs --- Lipany      |
| Kisszeben                                  | Kisszeben --- Sabinov   |
| Lemes                                      | Lemes --- Lemešany      |
| Districte urbane (rendezett tanácsú város) |                         |
| Bártfa --- Bardejov                        |                         |
| Eperjes --- Prešov                         |                         |
| Kisszeben --- Sabinov                      |                         |